# Браян Дуглас Браун
Браян Дуглас Браун (англ. Bryan Douglas Brown; нар. 20 жовтня 1948, Форт-Мід, Меріленд) — американський воєначальник, генерал армії США (2003). Командувач силами спеціальних операцій Збройних сил США (2003—2007), Командування ССО армії (2000—2002) та Об'єднаного Командування спеціальних операцій США (1998—2000).

## Біографія
Військова кар'єра
- 1 травня 1970 — другий лейтенант
- 1 травня 1971 — перший лейтенант
- 1 травня 1974 — капітан
- 3 квітня 1981 — майор
- 1 вересня 1987 — підполковник
- 1 червня 1992 — полковник
- 1 березня 1996 — бригадний генерал
- 1 грудня 1998 — генерал-майор
- 11 жовтня 2000 — генерал-лейтенант
- 20 серпня 2003 — генерал

Браян Дуглас Браун народився 20 жовтня 1948 у військовому гарнізоні Форт-Мід у штаті Меріленд у родині військового. Його батько, Ернетт Браун, відставний головний сержант-майор, ветеран 89-ї піхотної дивізії, учасник Другої світової та війни у В'єтнамі.
Браун здобув ступінь бакалавра наук з історії в університеті Камерона, магістра з управління бізнесом у Вебстерському університеті. Військову освіту здобув на піхотних офіцерських курсах підвищення кваліфікації, у Командно-штабному та Воєнному коледжах армії США.
У 1966 році Браян вступив на військову службу рядовим піхоти. Закінчив курс навчання у Повітрянодесантній школі армії США у Форт Брегг у Північній Кароліні, після чого зарахований для подальшого проходження служби до сил спеціальних операцій армії. Пройшов навчання на спеціалізованих кваліфікаційних курсах військ спеціального призначення та продовжив службу у 7-ій групі ССО. У 1969 році у службовому відрядженні до Республіки В'єтнам у складі оперативної групи спецназу «А», командир диверсійно-розвідувальної групи.
Після повернення з Південно-Східної Азії записався на курси підготовки офіцерів та курси пілотів гелікоптерів у Форт-Ракер, в Алабамі, які успішно закінчив у травні 1970 року з присвоєнням військового звання другий лейтенант. У 1971—1972 роках командир ланки вертольотів 227-ї авіаційної ескадрильї 1-ї кавалерійської дивізії, у тому числі служив бойовим пілотом UH-1 у В'єтнамі.
У 1972—1975 роках на командних та штабних посадах в авіаційних підрозділах у Форт Брегг, Форт Сілл. Після цього студент університету Камерона в Лоутоні, штат Оклахома. У червні 1977 капітан Браун призначений начальником штабу артилерійського дивізіону 2-ї дивізії в Республіці Корея. У червні 1978 року продовжив службу в армійської авіації 101-ї повітряноштурмової дивізії; пройшов перепідготовку на новітні багатоцільові гелікоптери MH-60 «Блек Хок».
Літом 1980 році, після провалу спроби визволити американських заручників у Тегерані, капітан Браун залучався до планування та підготовки наступної спеціальної операції «Правдоподібний спорт», яка мала за мету врятувати заручників з іранської столиці. Авіаційну підтримку операції забезпечувала створена 158-а оперативна група. Тим часом спеціальною слідчою комісією на чолі з колишнім керівником військово-морськими операціями відставним адміралом Джеймсом Голловеєм III проводилося розслідування, яке отримало назву «Рапорт Голловея». На основі висновків, зокрема визначалося, що операція провалилася через погану підготовку та відсутність достатнього досвіду в проведенні акцій такого роду серед пілотів гелікоптерів.
Під час підготовки операції «Правдоподібний спорт» Б.Браун став ініціатором використання приладів нічного бачення AN/PVS-5, що розроблялися для сухопутних військ, пілотами вертольотів. Після адаптації цих нічників, їхнє випробування довело високу ефективність дії американських пілотів.
У листопаді 1980 року криза з заручниками була врегульована і операція скасована. Однак, здобутий досвід та навички в ході підготовки до операції призвели командування армії до висновку, що в лавах сил спеціальних операцій потрібно мати окрему вертолітну частину, яка об'єднуватиме усіх бойових пілотів для виконання специфічних завдань. 16 жовтня 1981 року на основі 158-ї оперативної групи був розгорнутий 160-й авіаційний батальйон, одним з його засновників став Б.Браун.
У жовтні 1983 року майор Браун брав участь командиром авіаційного підрозділу у вторгненні американських військ до Гренади; його екіпажі стали першими, хто в бойових умовах використовував нічні прилади.
З липня 1984 до червня 1985 року він на навчанні у Командно-штабному коледжі армії у Форт Лівенворті, у Канзасі. З 1987 — начальник штабу 160-го авіаційного полку спецоперацій, під його проводом повітряний компонент активно діяв в операції «Прайм Ченс», таємній спробі американців протистояти іранським воякам атакувати мирні судна в Перській затоці. 21 вересня 1987 року вертольоти 160-го вертолітного полку AH-6 та MH-6 «Літтл Берд», що діяли з борту фрегату «Джаретт» відстежили іранське спеціалізоване десантне судно «Іран Аджір», котре встановлювало мінне поле в міжнародних водах, американські гелікоптери за допомогою нічників атакували його.
У червні 1988 року підполковник Браун особисто брав участь у проведенні спеціальної операції американських сил спеціальних операцій «Маунт Хоуп III» з вивезення важкими вертольотами залишеного екіпажем ударного радянського вертольоту Mil Mi-25 «Hind-D» з території Чаду. Гелікоптер Мі-25, що належав лівійським ВПС брав участь у лівійсько-чадському конфліктові й внаслідок пошкоджень був кинутий пілотами у пустелі. У червні 1988, два американських транспортних вертольоти MH-47 «Чінук» зі складу роти «E» 160-го авіаційного полку спецоперацій непомітно вивезли його вночі із зони конфлікту на зовнішній підвісці. Уся місія проводилася на території Чаду з дозволу його уряду.
Під час проведення операцій «Щит пустелі» й «Буря в пустелі» на Близькому Сході він командував вертолітним батальйоном 160-го полку, який провадив інфільтрацію та ексфільтрацію команд спеціального призначення в тил противника, здійснював повітряне прикриття й забезпечення підрозділів ССО в боях.
З серпня 1991 до липня 1992 року навчався на магістра стратегічних наук у Воєнному коледжі армії США у містечку Карлайл у штаті Пенсільванія. Дипломною роботою, яку готував разом з В. Ренуартом, майбутнім командувачем Північного Командування, було: «Бойовий пошук та рятування: Погляд у майбутнє» (англ. Combat Search and Rescue: A Search for Tomorrow).
З 1994 до 1996 року Браун служив заступником командира 1-ї піхотної дивізії у Форт Райлі, Канзас. Пізніше директор управління планування, політики та стратегічного аналізу (J5/J7) Командування спеціальних операцій. З 1998 по 2000 генерал-лейтенант Б. Браун — командувач Об'єднаного командування ССО, а після цього до жовтня 2002 року — армійського командування спеціальних операцій.
Перебуваючи на чолі командування спецоперацій сухопутних військ, він привертав багато уваги розвитку певних напрямків діяльності цього роду військ, таких як військово-цивільне адміністрування та психологічні операції, яким помилково не придавалося великого значення.
З 2002 до 2003 року він заступник Командувача силами спеціальних операцій Збройних сил США, а 2 вересня 2003 року очолив це Командування і керував усіма силами спеціальних операцій Сполучених Штатів до 9 липня 2007року, після чого пішов у відставку.